# Zábřeh
Zábřeh (německy Hohenstadt, centrální katastrální území a železniční stanice nesou název Zábřeh na Moravě) je město v okrese Šumperk v Olomouckém kraji, 12 km jihozápadně od Šumperku na řece Moravská Sázava. Žije zde přibližně 13 tisíc obyvatel. 

## Historie

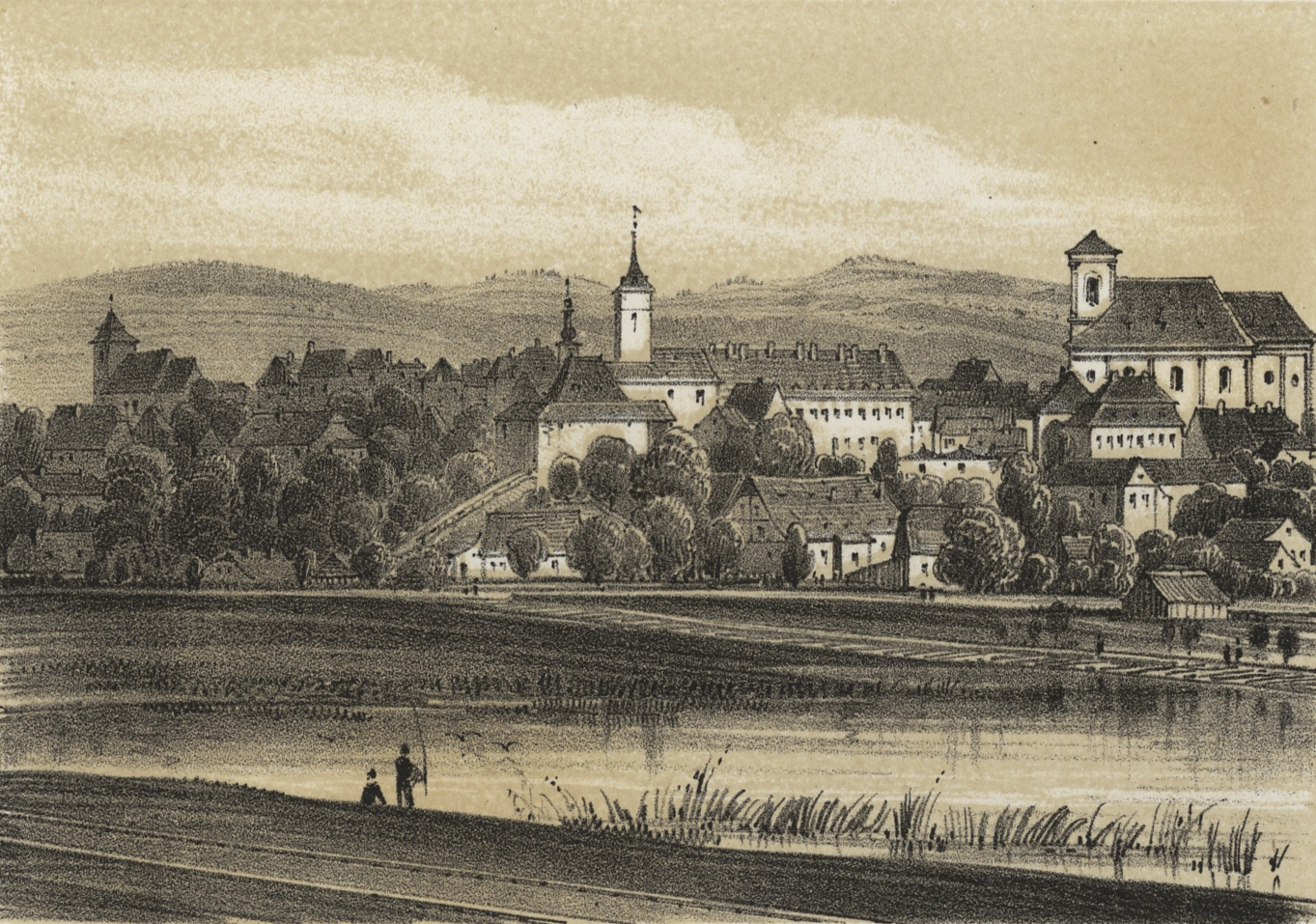
Zábřeh v roce 1845

Osada Zábřeh vznikla na levém břehu řeky Moravská Sázava; její hlavní funkcí bylo zřejmě chránit brod přes řeku. První zmínka o Zábřehu se nachází na listině brněnského zemského sněmu z roku 1254. Město založili někdy ve druhé polovině 13. století německy mluvící kolonisté, kteří přišli patrně z přelidněného německého Saska. V roce 1278 byl Zábřeh už městem.
Dějiny města jsou až do počátku 17. století spjaty se šlechtickými rody, které se v držení Zábřehu střídaly. Od roku 1360 spravovali zábřežský zeměpanský statek bratři Zdeněk a Smil ze Štemberka, synové Jaroslava ze Štemberka. Bratři žili společně na zábřežském hradě až do roku 1373, kdy proběhlo rozdělení majetku, při kterém si Smil nechal Hoštejn a dnešní Štíty, zatímco Zdeňkovi připadl Zábřeh a vesnice Rudá. Později získali Zábřeh do dědičného držení páni z Kravař (1397–1446), kteří z něj chtěli vytvořit hospodářské středisko svých severomoravských statků. Období největšího rozmachu a rozvoje města však nastalo až s příchodem panského rodu Tunklů (1442–1510). Zábřeh se stal jejich sídelním městem a získal od nich různé výsady a privilegia. Jiří starší Tunkl proslul jako zakladatel rybníků, z nichž se ve městě zachoval pouze jediný – rybník Oborník. Potomci Jiřího staršího prodali před rokem 1510 zadlužené panství Zábřeh i se statky Brníčkem, Hoštejnem a Rudou rodu Trčků z Lípy.
V 16. století se majiteli Zábřehu stali Boskovicové, kteří drželi také panství Moravskou Třebovou, Úsov a později i Bludov. V té době mělo zábřežské panství 35 vsí. Roku 1585 mělo město 165 domů, dvůr a pivovar. Za Boskoviců se rozšířil počet evangelíků a vznikl zde sbor Českých bratří a bratrská škola. Jan z Boskovic odkázal rodový majetek kolem roku 1589 svému synovci Ladislavu Velenovi ze Žerotína. Za svoji účast ve stavovském povstání, během něhož se stal velitelem stavovského vojska a byl zvolen i zemským hejtmanem, byl po bitvě na Bílé hoře v roce 1620 zbaven svých veškerých statků a Zábřeh přešel do držení Karla z Lichtenštejna. S rodem Lichtenštejnů pak zůstal Zábřeh spjat po celých dlouhých tři sta let.
Třicetiletá válka znamenala pro město na dlouhou dobu stagnaci v jeho rozvoji. Zábřeh sám se celkem rychle z válečných pohrom vzpamatoval, avšak hospodářsky ani kulturně již nedosáhl své někdejší úrovně.
Charakteristický vzhled si městské jádro uchovalo až do poloviny 20. století. Tehdy vyrostla na okrajích města nová panelová sídliště a novostavbám se neubránil ani střed města. Po druhé světové válce byla většina zábřežských Němců odsunuta a přistěhovalectvím došlo k jejich nahrazení většinou českým obyvatelstvem.

## Politika

### Členství ve sdruženích
Město je od roku 1999 součástí Svazku obcí mikroregionu Zábřežsko. Jedná se o mikroregion sdružující (k 2018) celkem 35 tisíc obyvatel ve třiceti členských obcích. Celková rozloha mikroregionu je 278 km2. Důvody vzniku svazku byly zejména spolupráce v oblasti rozvoje samosprávy obcí nebo například spolupráce v rámci hospodářského, sociálního a kulturního života obcí. Předmětem činnosti svazku jsou také další společné aktivity, sloužící například k podpoře podnikání, řešení problémů a důsledků nezaměstnanosti, podpora venkovské turistiky při současném řešení dalších akcí místních programů obnovy nebo využití netradičních zdrojů energie, zejména biomasy.

## Demografie

### Počet obyvatel
| Rok            | 1869  | 1880  | 1890  | 1900  | 1910  | 1921  | 1930  | 1950  | 1961  | 1970   | 1980   | 1991   | 2001   | 2011   | 2021   |
| -------------- | ----- | ----- | ----- | ----- | ----- | ----- | ----- | ----- | ----- | ------ | ------ | ------ | ------ | ------ | ------ |
| Počet obyvatel | 2 570 | 2 613 | 2 940 | 3 011 | 3 566 | 5 389 | 6 247 | 7 733 | 8 590 | 10 767 | 15 184 | 15 369 | 14 561 | 14 001 | 13 479 |

### Struktura populace

Věková struktura obyvatel obce Zábřeh roku 2011
Rodinný stav obyvatel obce Zábřeh roku 2011
Vzdělání obyvatel obce Zábřeh roku 2011

## Pamětihodnosti
V katastru Zábřehu jsou evidovány tyto kulturní památky:
- Zámek s areálem parku; komplex sestávající z následujících částí:
  - tzv. nový zámek (čp. 510) – v jádru renesanční architektura, upravená v letech 1726–1732, s gotickou věží, upravenou do dnešní podoby v roce 1794,
  - kamenné desky s erby – druhotně osazené v průjezdu tzv. nového zámku; na pravé straně deska s erbem Tunklů z Brníčka z roku 1478, na levé straně deska s erbem Tunklů z Brníčka a deska s erbem Klocmanů z Rychnova, všechny v reliéfním provedení,
  - budovy v místě bývalého hradu (čp. 511) – v jádru renesanční komplex hospodářských a administrativních budov, vystavěných na gotických základech bývalého hradu, ve hmotě zachovávající i bývalé hradby,
  - zámecký park – na ploše 0,54 ha, původně renesanční zahrada, založená v roce 1569, v současné době přírodně krajinářský park.
- Kostel sv. Bartoloměje – jednolodní barokní kostel z roku 1757 podle projektu Domenica Martinelliho; k areálu patří dále:
  - fara čp. 63 – klasicistní architektura z roku 1780,
  - sousoší Nejsvětější Trojice – kamenická práce z roku 1807.
- Kostel sv. Barbory – jednolodní kostel se středověkým jádrem, gotickým opěrným systémem, masivní věží; upravený v baroku v roce 1773; v klenbě kněžiště se uplatňuje vliv slezské renesanční valené klenby s výsečemi; k objektu patří dále:
  - areál bývalého hřbitova – zbytek ohradní zdi s bránou se schodištěm o pěti stupních a křížem na ohradní zdi; areál nyní upraven na park.
- Dům čp. 12 (dříve čp. 14, Žižkova 1) – tzv. dům Pod podloubím; renesanční architektura z roku 1581 s dochovanou dispozicí a klenbami, upravená v 1. čtvrtině 19. století (fasáda rizalitu) a ve 2. polovině 19. století (fasáda levé části), další úpravy v 60. letech 20. století, sklepy domu gotické; nyní je zde umístěno muzeum.
- Nádraží, budovy čp. 1625 a 1626 – jedna z posledních empírových nádražních budov na trati Olomouc – Praha, postavena v letech 1843–1845 (A. D. Fleischmann).
- Kašna (na náměstí) – z roku 1829.
- Morový sloup (na náměstí) – kamenická práce z roku 1713.
- Socha sv. Jana Nepomuckého (u kostela sv. Bartoloměje).
- Náhrobek Rudolfa Dvořáka (městský hřbitov) – hrob předního moravského historika z roku 1920.
- Náhrobek sourozenců Pettlových (na hřbitově) – empírový figurální náhrobek z roku 1820.

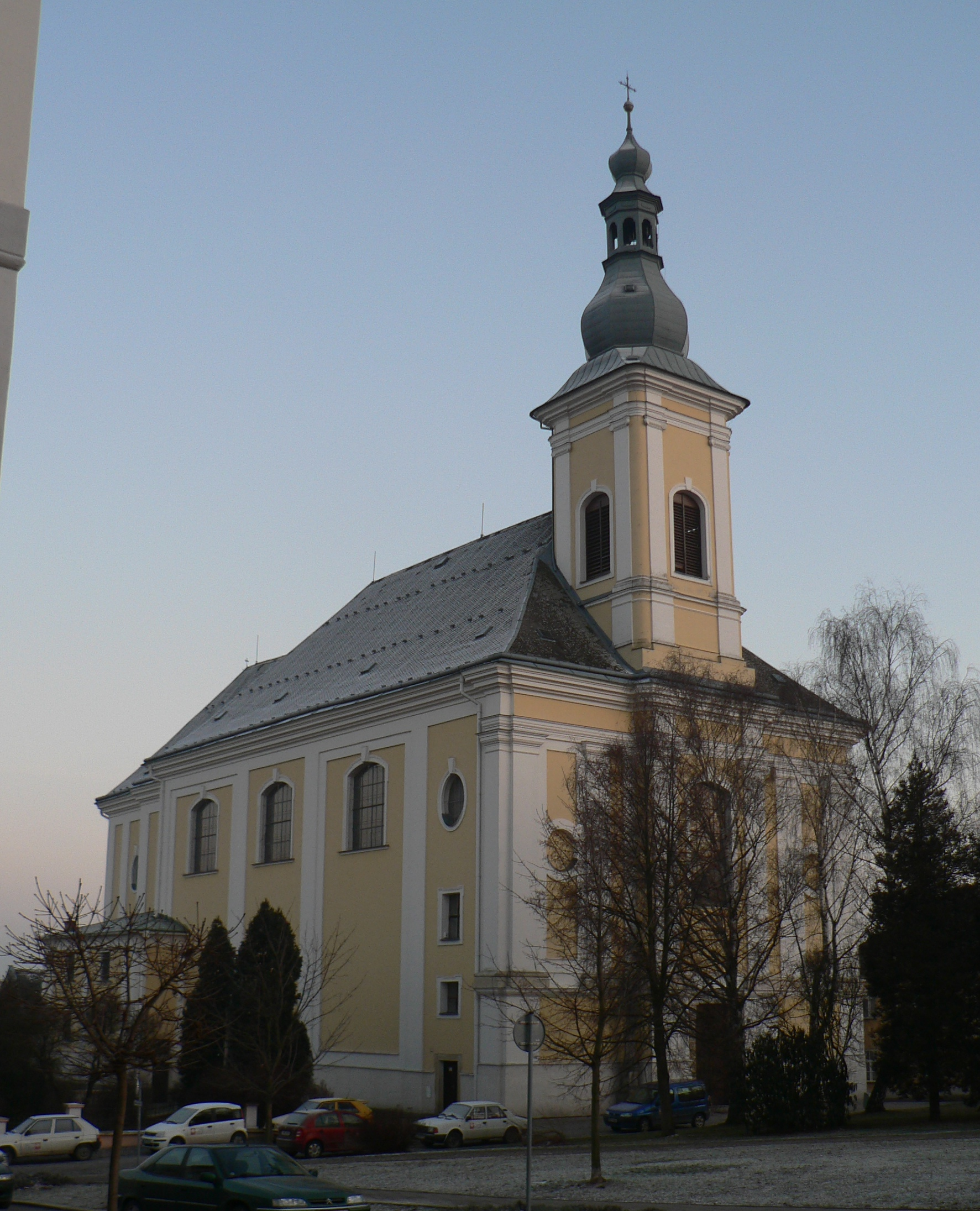
Kostel sv. Bartoloměje
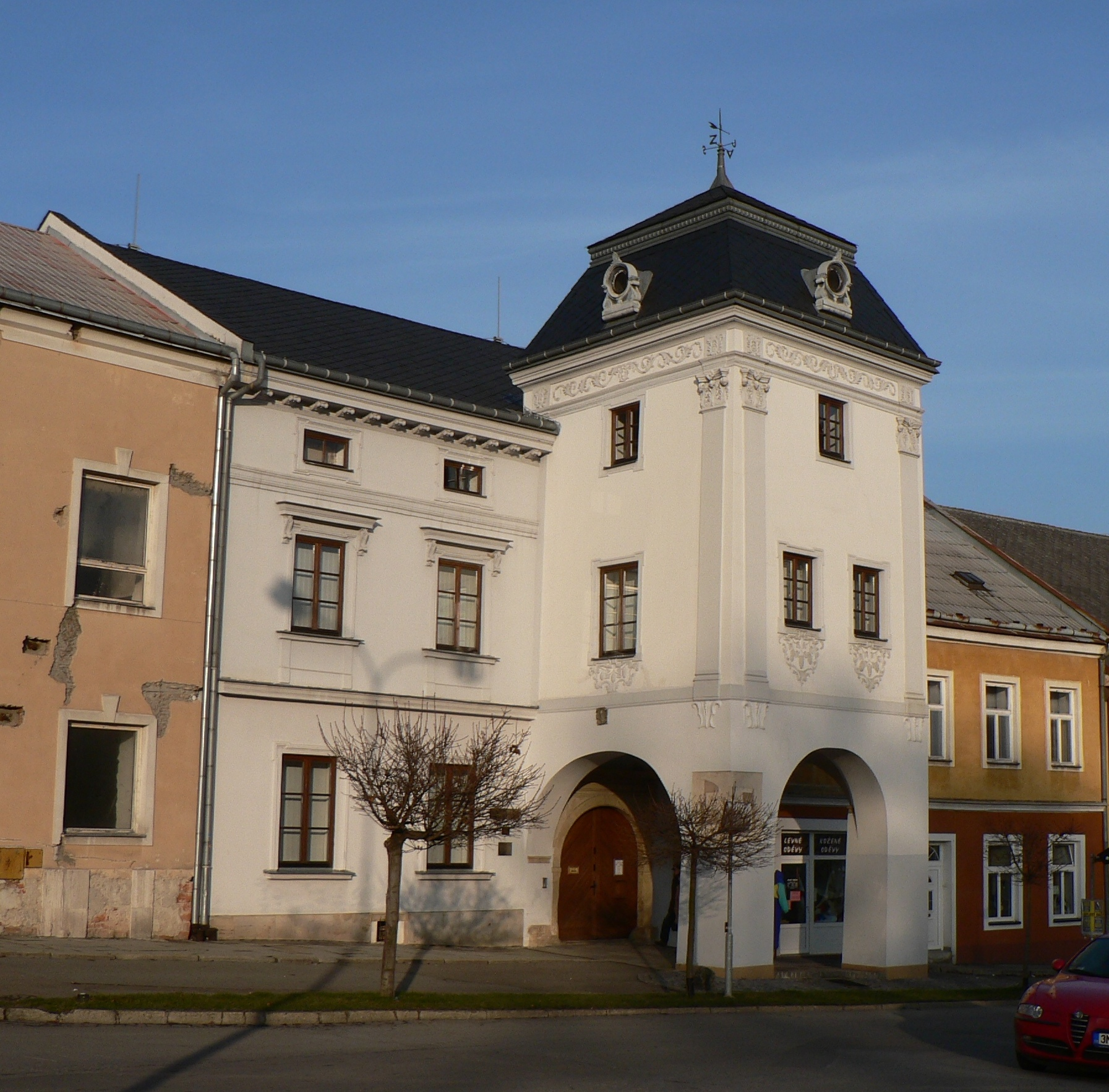
Renesanční dům čp. 12, zvaný Pod podloubím, na rozhraní Žižkovy ulice a Masarykova náměstí
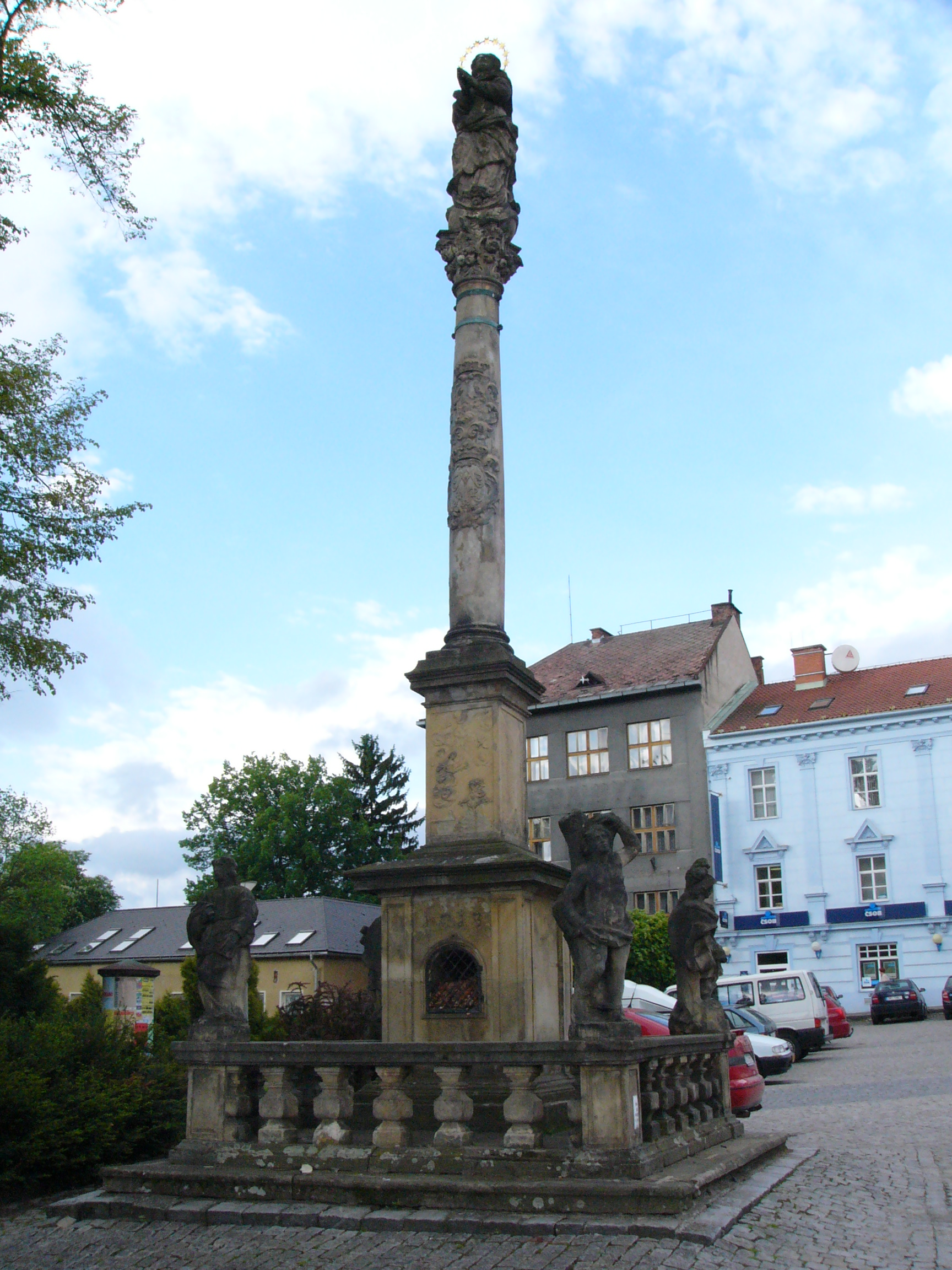
Morový sloup z roku 1713 na Masarykově náměstí
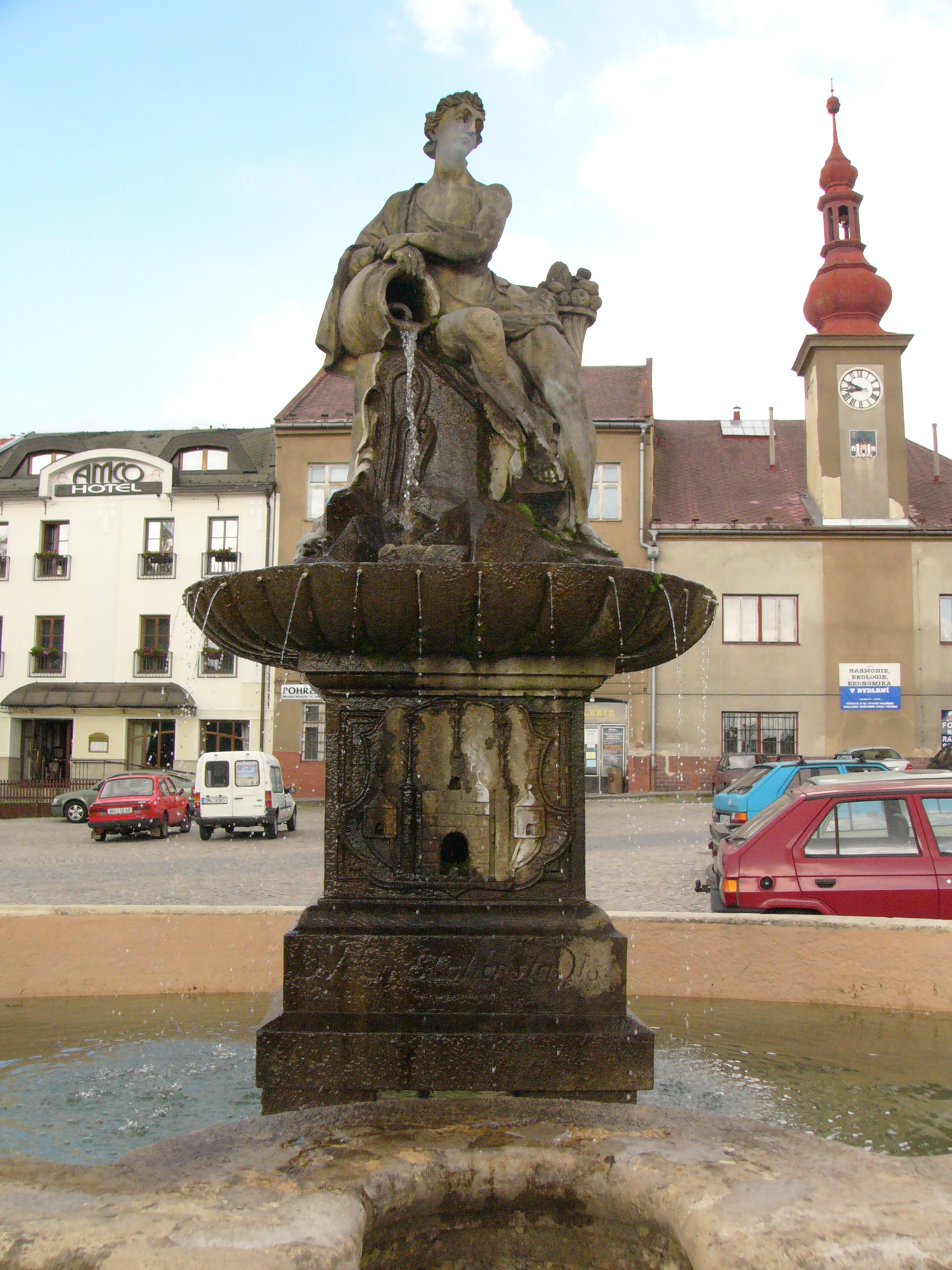
Kašna z roku 1829 na Masarykově náměstí. Napravo v pozadí je budova Galerie Tunklův dvorec

## Části města
- Zábřeh, historické části města:
  - Krumpach
  - Skalička
  - Ráječek
  - Rudolfov
- Dolní Bušínov
- Hněvkov
- Pivonín
- Václavov

V letech 1976–1990 byla součástí města i obec Nemile s osadou Filipov a v letech 1980–1991 také obec Drozdov s osadou Drozdovská Pila.

## Doprava
Město leží na železniční trati Česká Třebová – Přerov se zastávkami Zábřeh na Moravě a Zábřeh na Moravě zastávka. Dále městem prochází silnice první třídy I/44 a silnice druhé třídy II/315 a II/369.

## Osobnosti
- Jiří Tunkl (1455–asi 1494), šlechtic, rybníkář
- Zdeněk Kostka z Postupic (asi 1425–1468), šlechtic a diplomat. Zemřel v Zábřehu po bitvě u Zvole.
- Jiří Strejc (1536–1599), duchovní Jednoty bratrské, jeden z překladatelů Bible kralické, básník
- Magdalena Vizovská (asi 1586 až 1590–1622), první manželka Jana Amose Komenského
- Jan Eskymo Welzl (1868–1948), cestovatel
- Rudolf Bacher (1877–1925), lékař-rentgenolog, působil v Olomouci. Jako průkopník radioterapie podlehl nemoci z ozáření. V Olomouci je po něm pojmenovaná ulice.[11]
- Karel Lukas (1897–1949), voják, oběť komunismu
- Květoslav Prokeš (1897–1949), voják, odbojář, oběť komunismu
- Rudolf Klíma (1899–1985), od roku 1929 plantážník na Markézách, od roku 1939 meteorolog a zakladatel prvního knihkupectví na Tahiti.[12][13]
- Arnošt Valenta (1912–1944), voják, radiotelegrafista 311. československé bombardovací perutě RAF, oběť nacismu
- Arnošt Václavek (1917–1941), voják, palubní střelec 311. československé bombardovací perutě RAF, padlý v druhé světové válce
- Anna Nováková (1921–2005), překladatelka
- Ctirad Kohoutek (1929–2011), hudební skladatel, vědec a pedagog
- Karel Brzobohatý (1935–1999), atlet-výškař, trenér, rozhodčí a pedagog
- Luboš Kohoutek (1935–2023), astronom
- Michael Janík (* 1945), folkový písničkář a textař
- Pavel Taussig (1949–2023), filmový historik a publicista
- Miroslav Krobot  (* 1951), divadelní režisér, herec a pedagog
- Jiří Valík (* 1966), atlet-sprinter
- Sára Saudková (* 1967), fotografka
- Miroslav Kobza (* 1969), novinář, rozhlasový redaktor, autor knih a fotograf
- Igor Hartmann (* 1975), urolog
- Andrea Elsnerová (* 1977), divadelní a filmová herečka a dabérka
- Ondřej Bank (* 1980), sjezdový lyžař
- Pavel Pumprla (* 1986), basketbalista, bývalý reprezentant

## Partnerská města
- Handlová, Slovensko
- Ochsenfurt, Německo
- Dawson City, Kanada